# ZSU-23-4
ZSU-23-4 "Šilka"  je lehce pancéřovaný, samohybný protiletadlový systém vybavený radarem. Zkratka "ZSU" (Zenitnaja samochodnaja ustanovka, rusky: Зенитная Самоходная Установка) znamená protiletadlová samohybná sestava. Číslice 23-4 pak označují ráži a počet kanónů. Stroj je pojmenován po ruské řece Šilce.

## Historie

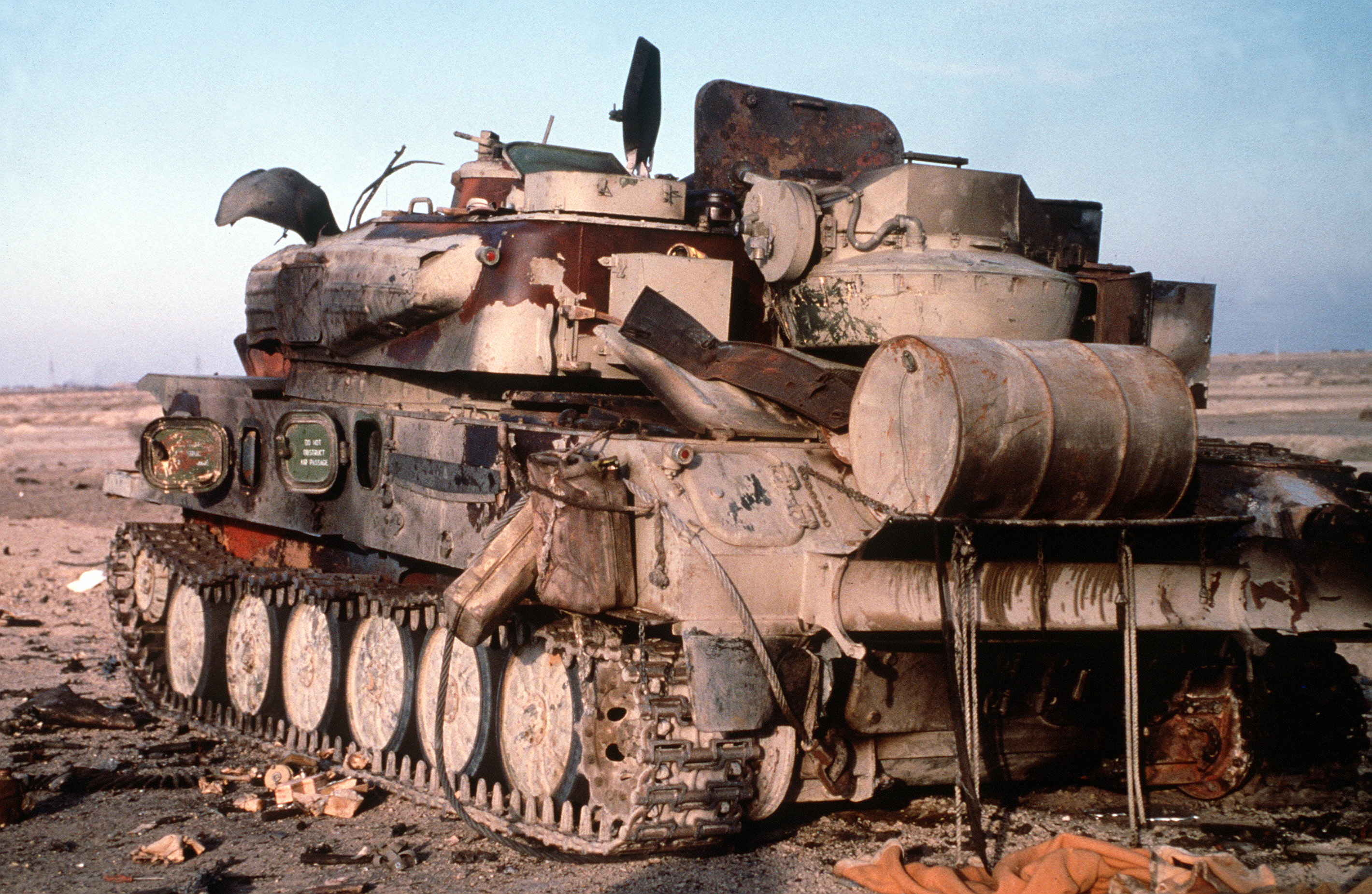
Irácká Šilka zničená během Operace pouštní bouře (1991)

Předchozí sovětský protiletadlový dvojkanón, ZSU-57-2 byl vyzbrojen dvěma kanóny ráže 57 mm, které se zaměřovaly na cíl pomocí optického zaměřovače. I přes dobré parametry kanónů byl stroj v boji problematický. Příčinou byla absence radaru, malé množství munice a nemožnost střelby za pohybu.
Vývoj ZSU-23-4 začal v roce 1957 a první kusy se dostaly do služby v roce 1965. Postupně pak došlo k nahrazení všech stávajících ZSU-57-2 v sovětské výzbroji. Primárním úkolem ZSU-23-4 je protiletadlová obrana vojenských objektů, pěchoty a ostatní vojenské techniky během přesunu. Úspěšně je však (díky možnosti nulového až záporného náměru) používán i při přímé podpoře pěchoty, boji v městských oblastech a podobně.
ZSU-23-4 se postupně dostaly do výzbroje mnoha států Varšavské smlouvy a dalších států sympatizujících se SSSR. Z celkového počtu 6500 vyrobených kusů bylo do 23 státu exportováno přibližně 2500 kusů.

## Bojové nasazení
- 1968–1970: Opotřebovávací válka
- 1973: Jomkipurská válka
- 1959–1975: Válka ve Vietnamu
- 1975–1990: Libanonská občanská válka
- 1975–1991: Angolská občanská válka
- 1975–1991: Západosaharsko-marocký konflikt
- 1977: Libyjsko-egyptská válka
- 1977–1978: Etiopsko-somálská válka
- 1979–1988: Sovětská válka v Afghánistánu
- 1980–1988: Íránsko-irácká válka
- 1982: První libanonská válka
- 1990–1991: Válka v Zálivu
- 1990–1994: První válka o Náhorní Karabach
- 1992–1993: Gruzínsko-abchazský konflikt
- 1994–1996: První čečenská válka
- 1999: Druhá čečenská válka
- 2003: Válka v Iráku
- 2008: Válka v Jižní Osetii
- 2011: Občanská válka v Libyi
- 2011: Občanská válka v Sýrii
- 2014–dosud: Válka na východní Ukrajině[2]
- 2022: Ruská invaze na Ukrajinu